# AKLA
AKLA är ett svenskt företag som utvecklar, tillverkar och marknadsför produkter inom första hjälpen och sjukvård.
Företaget grundades 1926 som Apotekarnas Kemiska Laboratorium AB. En viktig tidig produkt var halspastillen AKLA-pastillen. 1933 introducerades Första Förbandet och 1935 blev ett genombrottsår för förbandsartiklar till såväl försvarsmakten som kommunala och statliga institutioner. Sortimentet förbandslådor utökas under 1950-talet, efter samråd med Arbetarskyddsstyrelsen och Svenska Röda Korset. Civilförsvaret fastställde och godkände AKLA:s samaritväska för skyddsrum. 1960-talet innebar en ökad specialisering på förbandsartikelsidan. Nu kom en förbandslåda från AKLA för buss med innehåll enligt dåvarande Medicinalstyrelsens kungörelse. I samarbete med Räddningskåren utrustades också många bilar med första-hjälpen-material från AKLA. Företaget flyttade 1969 tillverkningen från Stockholm till en ny fabrik i Askersund.